# P/2017 K3 (Gasparovic)
P/2017 K3 (Gasparovic) — одна з короткоперіодичних комет сім'ї Юпітера. Відкрита 22 травня 2017 року; була 19.4m на час відкриття.